# Hugh Dancy
Hugh Dancy (* 19. června 1975 Stoke-on-Trent, Spojené království) je britský herec a model.

## Životopis
Pochází z rodiny univerzitního profesora a významného britského filosofa Jonathana Dancyho, matka Sarah je publicistka a nakladatelská redaktorka. Vystudoval univerzitu v Oxfordu, kde studoval literaturu a francouzštinu. Již během těchto studií začal hrát studentské divadlo. Po přesídlení do Londýna se nejprve živil jako číšník a barman, nicméně se mu podařilo dostat k profesionálnímu divadlu. V roce 2007 si zahrál na newyorské Broadwayi.
V televizi začínal nejprve v malých rolích v televizních seriálech. První větší úspěch se dostavil se snímkem Mladé kordy v roce 2001, kde ztvárnil postavu D'Artagnana, v témže roce si zahrál ve velmi známém snímku Černý jestřáb sestřelen. Další významná role se dostavila v roce 2004 kdy si zahrál hlavní roli prince Charmonta ve filmové pohádce Zakletá Ella po boku krásné Anne Hathawayové. Další významné role obdržel ve snímcích Král Artuš (2004) a Krev jako čokoláda (2007). V roce 2009 hrál titulní roli v nezávislém snímku Adam. Ve stejném roce si také zahrál v komedii Báječný svět shopaholiků.
V letech 2011–2012 si zahrál na Broadwayi po boku Niny Ariandy ve hře Venuše v kožichu, která měla velký úspěch u diváků i kritiků.
V březnu 2012 televizní společnost NBC oznámila, že Dancy byl obsazen jako Will Graham do nadcházejícího seriálu Hannibal, který bude televizní adaptací novely od Thomase Harrise, Červený drak.
V žebříčku BuddyTV, „Nejpřitažlivější muži z televize roku 2011“, se umístil na 83. místě.

## Osobní život
Na natáčení filmu Ten večer poznal herečku Claire Danesovou a po konci natáčení spolu začali chodit. V únoru 2009 oznámili své zasnoubení. Na začátku září 2009 se pár tajně vzal na soukromém obřadu ve Francii. Mají spolu dva syny a dceru.
Jeho předchozí dlouhodobá přítelkyně byla britská herečka Annie Morris.

## Filmografie

### Film
| Rok  | Titul                             | Role                      | Poznámka                    |
| ---- | --------------------------------- | ------------------------- | --------------------------- |
| 2001 | Černý jestřáb sestřelen           | Sfc. Kurt Schmid          |                             |
| 2001 | Mladé kordy                       | D'Artagnan                |                             |
| 2003 | Tempo                             | Jack                      |                             |
| 2003 | Se slovníkem v posteli            | John Truscott             |                             |
| 2004 | Král Artuš                        | Galahad                   |                             |
| 2004 | Zakletá Ella                      | Princ Charmont            |                             |
| 2005 | Střelba na psy                    | Joe Connor                |                             |
| 2006 | Základní instinkt 2               | Adam Towers               |                             |
| 2007 | Láska podle předlohy              | Grigg Harris              |                             |
| 2007 | Ten večer                         | Buddy Wittenborn          |                             |
| 2007 | Divoká krása                      | Sam Green                 |                             |
| 2007 | Krev jako čokoláda                | Aiden                     |                             |
| 2009 | VH                                | Gavin Davies              |                             |
| 2009 | Báječný svět shopaholiků          | Luke Brandon              |                             |
| 2009 | Adam                              | Adam                      | Nominace na Satellite Award |
| 2010 | Kouč                              | Nick                      |                             |
| 2010 | Nejdivočejší sen                  | Andrew Irvine             | Hlas                        |
| 2011 | Our Idiot Brother                 | Christian                 |                             |
| 2011 | Martha Marcy May Marlene          | Ted                       |                             |
| 2011 | Vrtěti ženou                      | Doktor Mortimer Granville | Hlavní role                 |
| 2013 | Legenda Země Oz: Dorotka se vrací | Marshal Mallow            | Hlas                        |
| 2017 | Padesát odstínů temnoty           | doktor John Flynn         |                             |
| 2022 | Panství Downton: Nová éra         | Jack Barber               |                             |

### Televize
| Rok       | Titul                       | Role                            | Poznámka                                                                                        |
| --------- | --------------------------- | ------------------------------- | ----------------------------------------------------------------------------------------------- |
| 2000      | David Copperfield           | David Copperfield               | TV film                                                                                         |
| 2000      | Madame Bovary               | Leon                            | TV film                                                                                         |
| 2002      | Daniel Deronda              | Daniel Deronda                  | 4 epizody                                                                                       |
| 2006      | Královna Alžběta            | Robert Devereux, hrabě z Essexu | Nominován – Cena Emmy za nejlepší mužský herecký výkon ve vedlejší roli ve filmu nebo minisérii |
| 2011      | Ve znamení raka             | Lee Fallon                      | 8 epizod                                                                                        |
| 2013-2015 | Hannibal                    | Will Graham                     | hlavní role, 38 epizod                                                                          |
| 2015      | Bitva o Gallipoli           | Ellis Ashmead Bartlett          | 2 epizody                                                                                       |
| 2016      | The Path                    | Cal Roberts                     | 10 epizod                                                                                       |
| 2020      | Ve jménu vlasti             | John Zabel                      | 6 epizod                                                                                        |
| 2020–2021 | Dobrý boj                   | Caleb Garlin                    | 4 epizody                                                                                       |
| 2022      | Řev                         | detektiv Bobby Bronson          | Epizod: „O ženě, která vyřešila svou vraždu"                                                    |
| 2022–     | Zákon a pořádek             | Nolan Price                     | 45 epizod                                                                                       |
| 2025      | Váš dobrý soused Spider-Man | Otto Octavius                   | hlas, 5 epizod                                                                                  |